# Lista odcinków serialu anime Król szamanów
Lista odcinków anime Król szamanów. Serię wyprodukowano dzięki współpracy TV Tokyo, NAS oraz studia Xebec. Reżyserem był Seiji Mizushima. Łącznie powstały 64 odcinki, które wyemitowano od 4 lipca 2001 do 25 września 2002 roku na kanale TV Tokyo w Japonii.

## Odcinki (wersja z 2001)
| N/o | Tytuł                                                                       | Premiera w Japonii   |
| --- | --------------------------------------------------------------------------- | -------------------- |
| 1   | Yoh i Morty Yūrei to odoru shōnen (幽霊と踊る少年)                          | 4 lipca 2001         |
| 2   | Duch stróż Matsu samurai (待つサムライ)                                     | 11 lipca 2001        |
| 3   | Lenny Mō hitori no shāman (もう一人のシャーマン)                            | 18 lipca 2001        |
| 4   | Jedność doskonała Hyōi hyaku (憑依100)                                      | 25 lipca 2001        |
| 5   | Nowy porządek Oshama na shāman (おシャマなシャーマン)                       | 1 sierpnia 2001      |
| 6   | Mistrz kung-fu Kan fū masutā (カンフーマスター)                             | 8 sierpnia 2001      |
| 7   | Pai Long atakuje! Pairon ikari no ippatsu (パイロン怒りの一発)              | 15 sierpnia 2001     |
| 8   | Szaman motocyklista Shāman raifu (シャーマンライフ)                         | 22 sierpnia 2001     |
| 9   | Snowboardzista z północy Kita no kuni kara kita shōnen (北の国から来た少年) | 29 sierpnia 2001     |
| 10  | Niesławny Tokagerō Innen rokupyaku-nen (因縁600年)                          | 5 września 2001      |
| 11  | Wendetta Haru ni furu ame (春にふる雨)                                      | 12 września 2001     |
| 12  | Nowy szaman Hajimari wo tsugeru hoshi (始まりを告げる星)                    | 19 września 2001     |
| 13  | Gwiazda przeznaczenia Ōbā sōru (オーバーソウル)                             | 26 września 2001     |
| 14  | Walka szamanów Shāman faito (シャーマンファイト)                            | 3 października 2001  |
| 15  | Faust VIII Bōn kirāzu (ボーン·キラーズ)                                     | 10 października 2001 |
| 16  | Deszcz kości Fausuto ravu (ファウスト·ラヴ)                                 | 17 października 2001 |
| 17  | Podróż Besuto pureisu futari tabi (ベストプレイス二人旅)                    | 24 października 2001 |
| 18  | Tunel Tartaru Yō (よう)                                                     | 31 października 2001 |
| 19  | Yoh kontra Lenny Futari no biggu sōru (2人のビッグソウル)                   | 7 listopada 2001     |
| 20  | Do trzech razy sztuka Sōru mata reien (ソウル摩多霊園)                      | 14 listopada 2001    |
| 21  | Zew przygody Birību (ビリーブ)                                              | 21 listopada 2001    |
| 22  | Dynastia w obliczu wyzwania Oretachi no hissatsu waza (オレたちの必殺技)    | 28 listopada 2001    |
| 23  | Walka z dynastią Yomigaeru nyan nyan dōshi (蘇る娘娘道士)                   | 5 grudnia 2001       |
| 24  | Nowa dynastia Fujimi no tao en (不死身の道円)                               | 12 grudnia 2001      |
| 25  | Podróż szamanów Shāman e no tabi (シャーマンへの旅)                         | 19 grudnia 2001      |
| 26  | Początek drugiej rundy Biggu amerika (ビッグ·アメリカ)                      | 26 grudnia 2001      |
| 27  | Różdżkarz Daujingu reboryūshon (ダウジング·レボリューション)                | 9 stycznia 2002      |
| 28  | Odnaleziona zguba Rizerugu ribenjā (リゼルグリベンジャー)                   | 16 stycznia 2002     |
| 29  | Natura natury Mera konjō (メラ根性)                                         | 23 stycznia 2002     |
| 30  | Dzwonek Wyroczni Ubawareta orakuru beru (うばわれたオラクルベル)            | 30 stycznia 2002     |
| 31  | Miasto duchów Seirei no mori (精霊の森)                                     | 6 lutego 2002        |
| 32  | Dzień Treya Horohoro nigai tomo no aji (ホロホロ苦い友の味)                 | 13 lutego 2002       |
| 33  | Zeke atakuje Himitsu na asakura (ひみつな麻倉)                              | 20 lutego 2002       |
| 34  | Wielki kurort Amerika onsen (アメリカ温泉)                                  | 27 lutego 2002       |
| 35  | Atak wampira Kyūketsuki densetsu (吸血鬼伝説)                               | 6 marca 2002         |
| 36  | Skrzydlaci niszczyciele Tenshi no pisutoru (天使のピストル)                 | 13 marca 2002        |
| 37  | Puenta Jōdan kingu (ジョーダンキング)                                       | 20 marca 2002        |
| 38  | Pięciu wielkich wodzów Seminoa no denshōka (セミノアの伝承歌)               | 27 marca 2002        |
| 39  | Atak Gothów Hanagumi (花組)                                                 | 3 kwietnia 2002      |
| 40  | Księga Szamanów Chō senjiryakketsu (超·占事略決)                            | 10 kwietnia 2002     |
| 41  | Rewanż Gothów Baretsu Ōbā Sōru (爆れつオーバーソウル)                       | 17 kwietnia 2002     |
| 42  | Podwójne medium Supiritto obu sōdo (スピリットオブソード)                   | 24 kwietnia 2002     |
| 43  | Lyserg zagubiony Kamigami no tatakai (神々の闘い)                           | 1 maja 2002          |
| 44  | Lodowa drużyna Mō hito funbari (もうひとふんばり)                           | 8 maja 2002          |
| 45  | Dobi Village albo nic Gurēto supirittsu (グレートスピリッツ)                | 15 maja 2002         |
| 46  | Sprawy rodzinne Tao no bōrei (道(タオ)の亡霊)                               | 22 maja 2002         |
| 47  | Piaskowa burza Mera junjō (メラ純情)                                        | 29 maja 2002         |
| 48  | Przepowiednia Doragon no dendōshi (ドラゴンの伝道師)                        | 5 czerwca 2002       |
| 49  | Gladiatorzy Dokutā dokutā (ドクタードクター)                                | 12 czerwca 2002      |
| 50  | Serca ciemności Ore no kokoro nya yami ga aru (オレの心にゃ闇がある)        | 19 czerwca 2002      |
| 51  | Pogromcy duchów Shāman hanto (シャーマンハント)                             | 26 czerwca 2002      |
| 52  | Jak to z ryżem było... Tokkun da yo!? Zenin shūgō (特訓だよ!?全員集合)      | 3 lipca 2002         |
| 53  | Podwójna przegrana Baibai (バイバイ)                                        | 10 lipca 2002        |
| 54  | Zagubiony Lyserg Hachibanme no tenshi (8番目の天使)                         | 17 lipca 2002        |
| 55  | Przynęta Gēto obu babiron (ゲートオブバビロン)                              | 24 lipca 2002        |
| 56  | Gniew Babilonu Babiron no tobira (バビロンの扉)                             | 31 lipca 2002        |
| 57  | Tajemna ścieżka Shāman faito shūryō? (シャーマンファイト終了?)              | 7 sierpnia 2002      |
| 58  | Zakazany las Enjō enjeru (炎上エンジェル)                                   | 14 sierpnia 2002     |
| 59  | Inny wymiar Hoshi no seichi (星の聖地)                                      | 21 sierpnia 2002     |
| 60  | Jedność Tomodachi (友達)                                                    | 28 sierpnia 2002     |
| 61  | Pożegnanie Eien ni sayonara (永遠にサヨナラ)                                | 4 września 2002      |
| 62  | Gniew i furyoku Dai! Gekitotsu! (DIE·激突!)                                 | 11 września 2002     |
| 63  | Król nie żyje Aru beki basho (在るべき場所)                                 | 18 września 2002     |
| 64  | Niech żyje król Epirōgu (エピローグ)                                        | 25 września 2002     |

## Odcinki (wersja z 2021)
| N/o | Tytuł                            | Premiera             |
| --- | -------------------------------- | -------------------- |
| 1   | Chłopiec, który tańczy z duchami | 1 kwiecień 2021      |
| 2   | Inny szaman                      | 18 kwietnia 2021     |
| 3   | Anna i Tao Jun                   | 15 kwietnia 2021     |
| 4   | Szczęśliwe miejsce               | 22 kwietnia 2021     |
| 5   | Naddusza                         | 29 kwietnia 2021     |
| 6   | Yoh kontra Horohoro!             | 6 maja 2021          |
| 7   | Rodzaj odwagi                    | 13 maja 2021         |
| 8   | Rozwój                           | 20 maja 2021         |
| 9   | Yoh kontra Ren: ponownie!        | 27 maja 2021         |
| 10  | Noc w płomieniach                | 3 czerwca 2021       |
| 11  | Opowieść o dwóch mężczyznach     | 10 czerwca 2021      |
| 12  | Ren kontra En: Koniec Taów       | 17 czerwca 2021      |
| 13  | Oraz Hao!                        | 24 czerwca 2021      |
| 14  | Mściciel Lyserg                  | 1 lipca 2021         |
| 15  | Wszystko składa się w całość     | 8 lipca 2021         |
| 16  | Czas na ultrapompadour           | 15 lipca 2021        |
| 17  | Broń Aniołów                     | 22 lipca 2021        |
| 18  | Wielkie Duchy i moja drużyna     | 12 sierpnia 2021     |
| 19  | Jaguar                           | 19 sierpnia 2021     |
| 20  | Boże Narodzenie Joco             | 26 sierpnia 2021     |
| 21  | Jeanne "Żelazna dziewica"        | 2 września 2021      |
| 22  | Z tobą pójdę wszędzie            | 9 września 2021      |
| 23  | Moc Yoha                         | 16 września 2021     |
| 24  | Nie ufaj nikomu                  | 23 września 2021     |
| 25  | Wielki Onmyoji, Hao Asakura      | 30 września 2021     |
| 26  | Tajfun Mikihisa                  | 7 października 2021  |
| 27  | Ostatnie pożegnanie              | 14 października 2021 |
| 28  | Wybór Yoha                       | 21 października 2021 |
| 29  | Prawda                           | 28 października 2021 |
| 30  | Góra Osore: Welon                | 4 listopada 2021     |
| 31  | Góra Osore: Welon II             | 11 listopada 2021    |
| 32  | Góra Osore: Welon III            | 18 listopada 2021    |
| 33  | Góra Osore: Welon IV             | 25 listopada 2021    |
| 34  | Być królem                       | 2 grudnia 2021       |
| 35  | Spotkanie                        | 9 grudnia 2021       |
| 36  | Redseb i Seyram                  | 16 grudnia 2021      |
| 37  | Salwy śmiechu                    | 23 grudnia 2021      |
| 38  | Dyplom                           | 6 stycznia 2021      |
| 39  | Szczyt                           | 13 stycznia 2021     |
| 40  | Pokora                           | 20 stycznia 2021     |
| 41  | Spotkania w piekle               | 27 stycznia 2021     |
| 42  | Wielka próba                     | 3 lutego 2021        |
| 43  | Koniec marzenia                  | 10 lutego 2021       |
| 44  | Spokojna rozmowa                 | 24 lutego 2021       |
| 45  | Pierwszy i ostatni               | 3 marca 2021         |
| 46  | Prawdziwa sprawiedliwość         | 10 marca 2021        |
| 47  | Fabryki                          | 17 marca 2021        |
| 48  | W drogę                          | 24 marca 2021        |
| 49  | Dobranoc                         | 31 marca 2021        |
| 50  | Historia Damko                   | 7 kwietnia 2021      |
| 51  | Ostatni test: Walka szamanów     | 14 kwietnia 2021     |
| 52  | Król szamanów: Boski koniec      | 21 kwietnia 2021     |

### Odcinki specjalne
| N/o | Tytuł angielski                | Tytuł japoński (romaji) |
| --- | ------------------------------ | ----------------------- |
| S1  | Documents of the Shaman Fight  |                         |
| S2  | The Form That Sadness Takes    | Yumi no katachi         |
| S3  | The Form That Friendship Takes | Yujo no katachi         |
| S4  | The Form That Love Takes       | Ai no katachi           |